# Lydinolydella humeralis
Lydinolydella humeralis là một loài ruồi trong họ Tachinidae.